# Biełaja (dopływ Angary)
Biełaja – rzeka w Rosji, lewy dopływ Angary.
Swoje źródła ma w Sajanie Wschodnim. Uchodzi do Zbiornika Brackiego. Długość rzeki wynosi 359 km. Powierzchnia dorzecza 18 tys. km. kw. Dopływy: Małaja Biełaja i Urik. Zamarza w październiku lub listopadzie, odmarza w kwietniu. 